# Pamphlebia rubrolimbaria
Pamphlebia rubrolimbaria là một loài bướm đêm trong họ Geometridae.